# 제시 제이
제시 제이(영어: Jessie J, 1988년 3월 27일 ~ )은 잉글랜드의 싱어송라이터로, 본명은 제시카 엘렌 코니시(영어: Jessica Ellen Cornish)이다. 현재 유니버설 뮤직 그룹 소속이며, 2010년 싱글 "Do It Like A Dude"로 데뷔했다. "Do It Like A Dude"는 발매하자마자 UK 차트 2위에 오르는 성공을 거뒀으며, 2011년에 발매된 싱글 "price tag"는 2주 동안 UK 차트 1위에 올랐다. 2011년 데뷔 앨범 Who You Are는 UK 차트 2위에 올랐다. 정규 2집 Alive는 2013년 공개되었으며 정규 3집 Sweet Talker는 2014년 10월 13일 공개되었다.

## 출생
잉글랜드 런던 레드브리지 태생이며 브릿 스쿨을 졸업했다. 언니 두 명이 있으며 11살 때 뮤지컬 《Whistle down the Wind》를 통해 연예계에 발을 내딛게 된다.

## 경력

### 어린 시절
2005년 거트 레코드와 계약을 맺고 음반 작업을 하였으나 음반이 나오기 전에 회사가 파산하여 데뷔하지 못하게 되었다. 그러나 저스틴 팀버레이크, 크리스티나 아길레라, 마일리 사이러스, 크리스 브라운 등 유명 아티스트들과의 공동 작업을 하고 2008년 신디 로퍼의 서포팅 싱어로 활동하면서 성공의 밑거름을 쌓는다.

### 2010년-2011년
2010년 11월 그녀의 데뷔 싱글 "Do It Like A Dude"가 발매되었고 평론가들은 대체로 좋은 평가를 보였다. 〈Do It Like A Dude〉는 영국 싱글 차트에서 2위를 기록했다. 2011년 1월 두 번째 싱글앨범인 "price tag"가 발매되었고 이 역시 좋은 반응을 보여 2주동안 영국 싱글 차트에서 1위를 하였고 미국 빌보드 핫 100에서 40위에 올랐다. 소리바다, 벅스 등 대한민국의 디지털 음원사이트에서도 1위를 차지했다. 뉴질랜드와 아일랜드 차트에서도 1위를 기록했다. "Price tag"는 2011년 3월 한달 동안 한국 라디오에서 가장 많이 방송된 것으로 확인됐다. 2011년 3월 12일 《Saturday Night Live》에 뮤지컬 게스트로 출연하면서 미국 TV에 모습을 드러냈다. 2010년 발매된 싱글 "Sexy Silk"는 영화 《이지 A》의 OST에 수록되었다.
2011년 2월 25일, 데뷔 앨범 Who You Are 가 발매되었다. Who You Are는 그녀가 6년간 작업한 결과물이다. 이 앨범은 알앤비를 바탕으로 빈티지 펑크, 소울, 스윙, 레게에서 힙합까지 다양한 장르를 아우르고 있다. 그녀는 포커스신문과 이메일 인터뷰에서 “이 앨범을 통해 인생의 어려움에 대해 솔직해야 한다는 것을 표현하고 싶었다”고 말했다. 앨범은 발매되자마자 큰 인기를 끌어 2011년 3월 6일 영국 음반 차트에서 2위를 기록했다. 2011년 4월 앨범은 빌보드 차트의 11위에 올랐고, "Price tag"는 24위에 올랐다. 신입답지 않은 가창력과 표현력이 돋보이는 앨범으로, 조지 마이클로부터 "보통 스타가 갖는 것보다 배의 가능성을 지녔다"는 찬사를 받기도 했다.

### 2012년-2013년
2012년 9월 23일 정규 2집 앨범Alive 가 발매되었다.

### 2014년
2014년 10월 13일 정규 3집 앨범 Sweet Talker 가 발매되었다.

## 음반 목록
- 기울임꼴로 작성된 것은 앨범명과 싱글컷 한 음원들이며 일반 글꼴로 작성된 것은 프로모션 싱글입니다.

### 정규 1집 《Who You Are》
- 2010년 11월 18일:〈Do It Like A Dude〉
- 2011년 1월 25일: 〈Price Tag〉
- 2011년 2월 25일: 〈Who You Are〉 - 앨범
- 2011년 5월 27일: 〈Nobody's Perfact〉
- 2011년 8월 26일: 〈Who's Laughing Now〉
- 2011년 8월 29일: 〈Domino〉
- 2011년 11월 13일: 〈Who You Are〉
- 2012년 5월 4일: 〈Laser Light (Feat. David Guetta)〉

### 정규 2집 《Alive》
- 2013년 5월 26일: 〈Wild〉
- 2013년 9월 6일: 〈It's My Party〉
- 2013년 9월 23일: 〈Alive〉 - 앨범
- 2013년 11월 26일: 〈Thunder〉

### 정규 3집 《Sweet Talker》
- 2014년 7월 29일: Bang Bang (Feat. Ariana Grande, Nicki Minaj)
- 2014년 9월 23일: 〈Burnin' Up〉
- 2014년 9월 30일: 〈Personal〉
- 2014년 10월 7일: 〈Ain't Been Done〉
- 2014년 10월 7일: 〈Masterpiece〉
- 2014년 10월 13일: 〈Sweet Talker〉 - 앨범
- 2014년 12월 1일: 〈Sweet Talker〉
- 2014년 12월 10일: 〈Masterpiece〉 - (영국, 아일랜드 한정 발매)

### 정규 4집 《R.O.S.E.》
- 2017년 8월 11일: 〈Real Deal〉
- 2017년 9월 15일: 〈Think About That〉
- 2017년 10월 6일: 〈Not My Ex〉
- 2017년 11월 17일: 〈Queen〉

### 참여곡
- 2012년 : 〈Silver Lining (Crazy 'Bout You) 〉
- 2015년 : 〈Flashlight〉

## 수상 내역
2010년
- BBC Sound of 2011 / Sound of 2011 - won

2011년
- MTV Brand New 2011 / Next Big Thing - 2nd
- 2011 BRIT Awards / Critics' Choice - won

2014년
- Billboard's women in music 2014/